# Улица Гетмана Павла Полуботка (Киев)
Улица Гетмана Павла Полуботка (укр. Вулиця Гетьмана Павла Полуботка; до 2022 года — улица Попудренко; укр. вулиця Попудренка) — одна из улиц Киева, в жилом массиве Соцгород (Соцгородок, укр. Соцмісто), относится к Деснянскому и Днепровскому районам. Пролегает от улицы Георгия Тороповского до Броварского проспекта. Примыкают переулок Строителей, улицы Строителей, Сергея Набоки, бульвар Ивана Котляревского, улицы Дмитрия Багалея, Александра Лазаревского, Юрия Поправки, проспект Леонида Каденюка, Гната Хоткевича, Якова Гнездовского, Екатерины Гандзюк, Академика Кухаря.
Протяжённость — 4,19 км.

## История
Улица возникла в середине XX века под названием 646-я Новая.
29 декабря 1953 года названа в честь Николая Попудренко (1906—1943), одного из организаторов и руководителей антифашистского подполья и партизанского движения на Украине, секретаря Черниговского подпольного обкома Коммунистической партии (большевиков) Украины.
В 1981 году в честь Николая Попудренко на фасаде дома № 26/9 установлена памятная доска (скульптор Александр Скобликов, архитектор Константин Сидоров).
В 2001 году перед зданием института общественного здоровья НАМН Украины (дом 50), носящего имя Александра Марзеева, открыли бюст этому учёному-гигиенисту.
8 сентября 2022 года, в рамках декоммунизации, переименована в честь гетмана Войска Запорожского Павла Полуботка.

## Примечательные здания и сооружения
- 38/16  — памятник архитектуры, угол с улицей Юрия Поправки. На здании осталась мемориальная доска в честь Николая Лебедева, редактора киевской газеты «Голос социал-демократа», сторонника большевиков, имя которого раньше носила улица Поправки (по этой улице дом получил № 16).
- 40, 44 — двухэтажные дома, памятники архитектуры.
- 50 — Институт общественного здоровья имени А. Н. Марзеева НАМН Украины (основан в 1931 году, в новом — данном — здании с 1980 года).

## Транспорт
Ближайшие станции метро — «Дарница», «Черниговская» и «Лесная».